# Eliza Doolittle
Eliza Doolittle (født Eliza Sophie Caird  15. april 1988 i Westminster, London) er en britisk pop-sangerinde og tidligere barneskuespiller.

## Liv og karriere
Doolittle blev født i Westminster, London. Som barn gik hun på pigeskolen Channing School for Girls in Highgate Village, North London. Hun er datter af instruktøren John Caird og sangerinden Frances Ruffelle, barnebarn af Sylvia Young, og har kommet sammen med rapperen Oliver Phipps (bedre kendt som Monster Under The Bed) fra hiphop-gruppen Children of the Damned.[kilde mangler]
Blandt hendes optrædener i musicals er RSC-versionerne af Den hemmelige have (2000) og Les Miserables (1996).[kilde mangler]

## Diskografi
- 2009: Eliza Doolittle (ep)
- 2010: Eliza Doolittle